# Tocantins Esporte Clube
O Tocantins Esporte Clube (também conhecido pelo acrônimo TEC) é um clube brasileiro de futebol, sediado na cidade de Miracema do Tocantins, no estado de Tocantins.

## Títulos
| ESTADUAIS | ESTADUAIS                            | ESTADUAIS | ESTADUAIS   |
|           | Competição                           | Títulos   | Temporadas  |
|           | Campeonato Tocantinense - 2ª Divisão | 2         | 2013 e 2015 |
| --------- | ------------------------------------ | --------- | ----------- |

## Estatísticas

### Participações
|  | Participações em 2025 |

| Competição | Competição              | Temporadas | Melhor campanha            | Estreia | Última | P | R |
| Tocantins  | Campeonato Tocantinense | 17         | Vice-campeão (1994 e 2016) | 1993    | 2025   | — | 4 |
| Tocantins  | Segunda Divisão         | 3          | Campeão (2013 e 2015)      | 2013    | 2022   | 4 | — |
|            | Copa Verde              | 1          | Oitavas-de-final (2017)    | 2017    | 2017   | — | — |
| Brasil     | Série D                 | 1          | 62º colocado (2017)        | 2017    | 2017   | — | — |

### Desempenho em competições oficiais
Campeonato Tocantinense
| Ano  |      |      |      | 1993 | 1994 | 1995 | 1996 | 1997 | 1998     | 1999 |
| Pos. | —    | —    | —    | 5º   | 2º   | —    | —    | 9º   | —        | —    |
| Ano  | 2000 | 2001 | 2002 | 2003 | 2004 | 2005 | 2006 | 2007 | 2008     | 2009 |
| Pos. | —    | 9º   | 4º   | —    | 6º   | —    | 8º   | 4º   | —        | —    |
| Ano  | 2010 | 2011 | 2012 | 2013 | 2014 | 2015 | 2016 | 2017 | 2018     | 2019 |
| Pos. | —    | —    | —    | —    | 5º   | 7º   | 2º   | 6º   | Desistiu | —    |
| Ano  | 2020 | 2021 | 2022 | 2023 | 2024 | 2025 |      |      |          |      |
| Pos. | —    | 6º   | 10º  | 4º   | 6º   | 8º   |      |      |          |      |
| ---- | ---- | ---- | ---- | ---- | ---- | ---- | ---- | ---- | -------- | ---- |

Campeonato Tocantinense - 2ª Divisão
| Ano  |      |      | 2013 | 2014 | 2015 | 2016 | 2017 | 2018 | 2019 | 2020 |
| Pos. | —    | —    | 1º   | —    | 1º   | —    | —    | —    | —    | 2º   |
| Ano  | 2021 | 2022 |      |      |      |      |      |      |      |      |
| Pos. | —    | 2º   |      |      |      |      |      |      |      |      |
| ---- | ---- | ---- | ---- | ---- | ---- | ---- | ---- | ---- | ---- | ---- |

Copa Verde
| Ano  | 2017 |
| Pos. | 16º  |
| ---- | ---- |

Campeonato Brasileiro - Série D
| Ano  | 2017 |
| Pos. | 62º  |
| ---- | ---- |

Legenda:
| Campeão Vice-campeão Rebaixado à divisão inferior |

## Artilheiros
| Artilharia | Artilharia                            | Artilharia | Artilharia |
| Atleta     | Competição                            | Ano        | Gols       |
| ---------- | ------------------------------------- | ---------- | ---------- |
| Lourival   | Campeonato Tocantinense - 2.ª Divisão | 2013       | 20         |
| Gean       | Campeonato Tocantinense - 2.ª Divisão | 2015       | 9          |